# Rafael Pujol
Rafael Pujol (ur. 17 września 1989 w Santo Domingo) – hiszpański bokser, medalista mistrzostw Unii Europejskiej Cetniewo 2008, bokser zawodowy.

## Kariera amatorska
Na ringu zawodowym zadebiutował w 2012 roku. Wygrał 12 z 13 walk.